# Alan Valentine
Alan Chester Valentine (ur. 23 lutego 1901 w Glen Cove, zm. 14 lipca 1980 w Rockland) – amerykański sportowiec, olimpijczyk, zdobywca złotego medalu w turnieju rugby union na Letnich Igrzyskach Olimpijskich w 1924 roku w Paryżu, długoletni rektor Uniwersytetu w Rochesterze, pierwszy dyrektor Economic Stabilization Agency.

## Życiorys
Uczęszczał do Swarthmore College, gdzie był członkiem bractw, udzielał się w samorządzie studenckim, redagował uczelnianą gazetkę oraz rocznik, a także uprawiał koszykówkę, futbol amerykański i lacrosse. Po jego ukończeniu w 1921 roku z tytułem bakalaureata, spędził rok na Uniwersytecie Pensylwanii uzyskując tytuł Master of Arts. Otrzymawszy stypendium imienia Cecila Rhodesa wyjechał następnie do Europy i podjął trzyletnie studia w Balliol College na Uniwersytecie Oksfordzkim, gdzie prócz nauki związany był z Oxford University Press.
Przez trzy lata występował także w uniwersyteckim zespole rugby i brał udział w Varsity Match przeciwko drużynie z Cambridge. Z reprezentacją Stanów Zjednoczonych zagrał w turnieju rugby union na Letnich Igrzyskach Olimpijskich 1924. Wystąpił w obu meczach tych zawodów, w których Amerykanie na Stade de Colombes pokonali 11 maja Rumunię 37–0, a tydzień później Francję 17–3. Wygrywając oba pojedynki Amerykanie zwyciężyli w turnieju zdobywając tym samym złote medale igrzysk. Były to jego jedyne występy w reprezentacji kraju.
W 1928 roku powrócił do Swarthmore jako dziekan i wykładowca języka angielskiego. Cztery lata później przeszedł na Uniwersytet Yale w roli profesora, mistrza Pierson College oraz przewodniczącego komisji rekrutacyjnej. Jego reputacja na Uniwersytecie Yale zwróciła na niego uwagę włodarzy Uniwersytetu w Rochesterze, poszukujących następcy odchodzącego rektora. Po sprawdzeniu referencji i uzyskaniu pozytywnej opinii Valetine otrzymał to stanowisko jesienią 1935 roku. Został tym samym czwartym w historii rektorem tego uniwersytetu, a dodatkowo najmłodszym, miał bowiem wówczas trzydzieści cztery lata. Funkcję tę zamierzał pełnić przez dziesięć lat, na stanowisku pozostał jednak przez piętnaście lat z uwagi na wybuch II wojny światowej – rezygnację przedłożył władzom uczelni w listopadzie 1949 roku.
Na przełomie lat 1948–1949 wziął roczny urlop, gdy został szefem Planu Marshalla w Holandii. Na początku września 1950 roku został zaś przez prezydenta Trumana mianowany szefem Economic Stabilization Agency ustalającej m.in. ceny maksymalne, a stanowisko to pełnił do połowy stycznia roku następnego.

## Varia
- Z poślubioną 15 marca 1928 roku Lucią Garrison Norton miał trójkę dzieci[18].
- Był autorem wielu książek i artykułów[19][20] oraz otrzymał wiele tytułów doctor honoris causa[21][22][23][24][25].
- Wraz z pozostałymi amerykańskimi złotymi medalistami w rugby union został w 2012 roku przyjęty do IRB Hall of Fame[26].